# Svižník polní

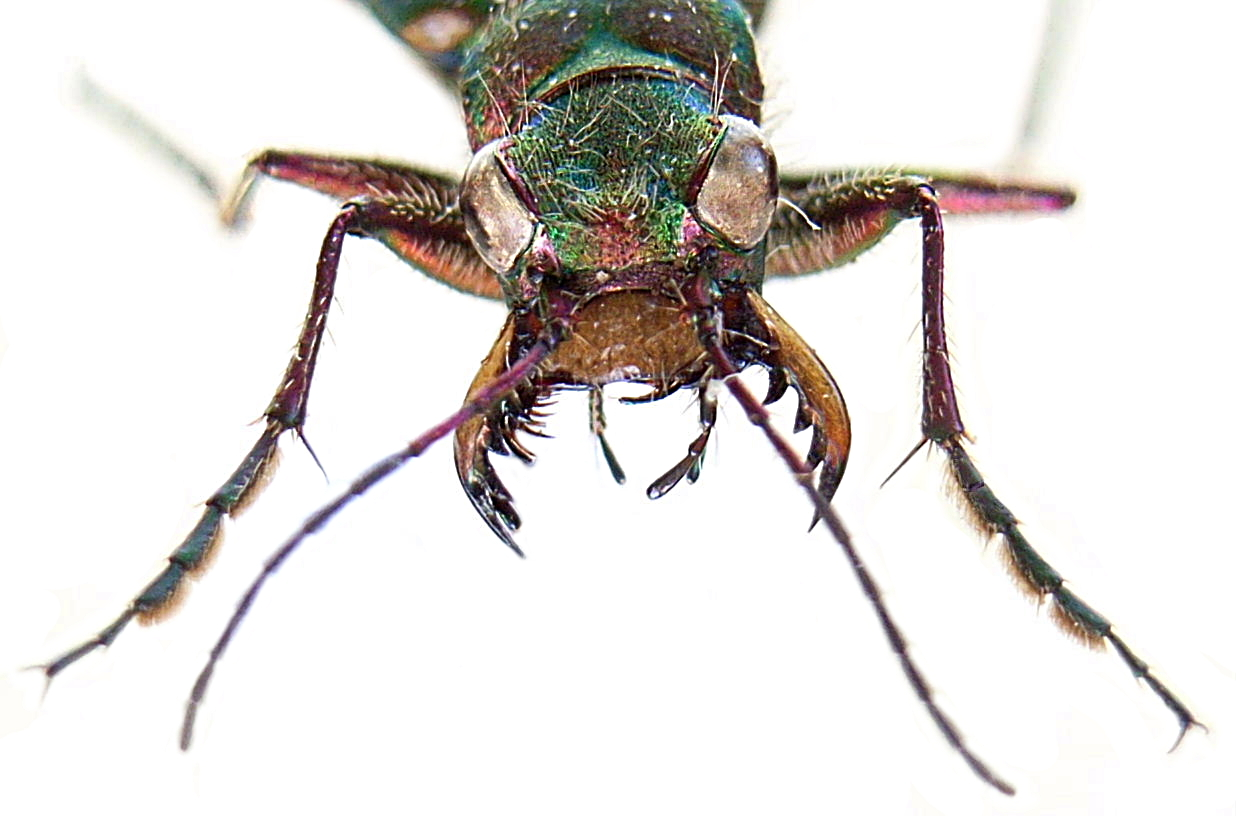
Detail kusadel

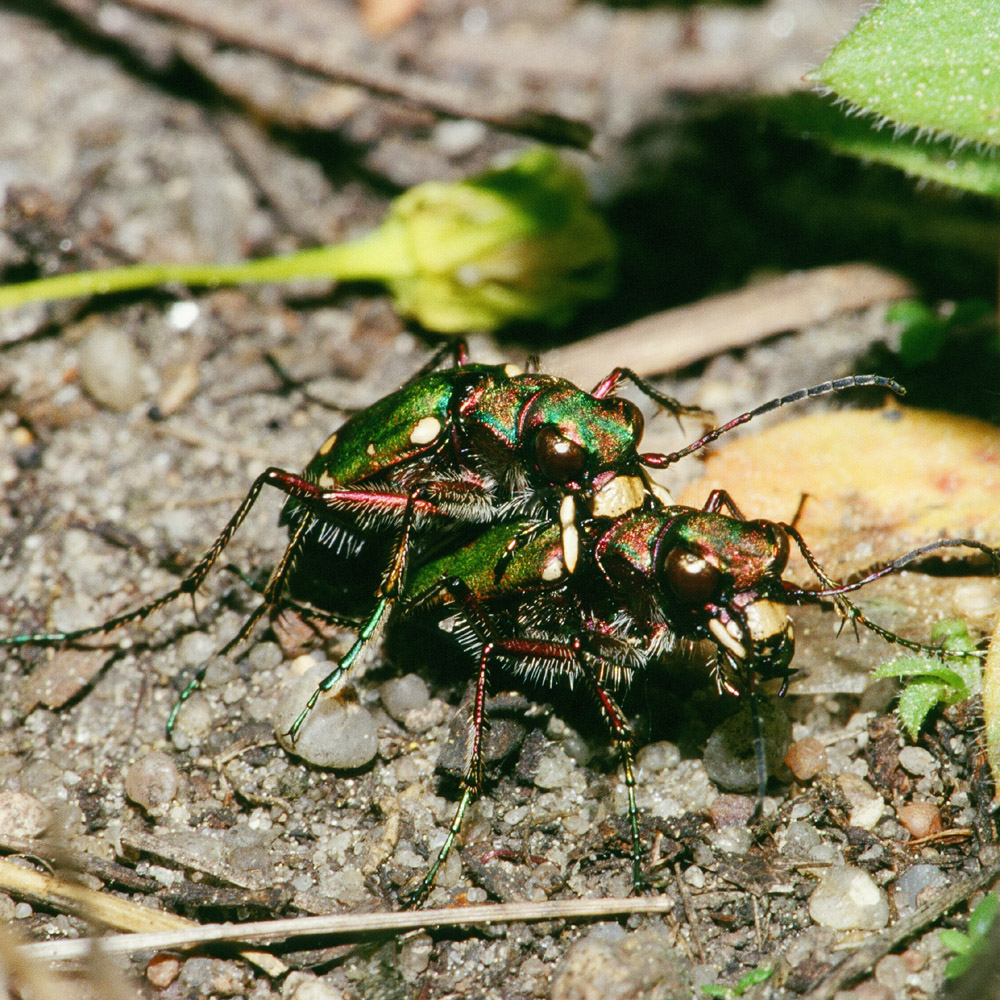
Svižník polní při páření

Svižník polní (Cicindela campestris Linnaeus, 1758) je 10–15 mm velký, kovově zelený brouk s nápadnými kusadly a poněkud plochým tělem, který je rozšířen po celé Evropě.

## Popis
Tělo je na hřbetě zbarveno většinou zeleně, ale vyskytují se i modře a hnědě zbarvené exempláře. Okraje přední části těla jsou měděně lesklé, chodidla na nohou zelenavě leská. Dlouhé a štíhlé nožky jsou v horní části té samé barvy, oproti chodidlům, která jsou však zelená. Na hlavě jsou nápadné velké vypouklé oči, což svědčí o tom, že svižníci znamenitě vidí. Tykadla jsou poněkud drobounká a jsou zbarvena jako spodní část těla tj. svítivě měděně červeně, někdy též až kovově nafialovělé nebo až modré. Krovky jsou zdobeny bílými až krémovými párovými skvrnkami. Nejnápadnější je okrouhlá skvrna ve střední části krovek a dále příčná skvrna na lopatkách a méně nápadná pak měsíčkovitá skvrna lemující konce krovek. Zcela nenápadný je pak pár tmavých hnědavočerných skvrnek v horní třetině krovek. Zabarvení a kresba může při tom u různých poddruhů variovat. Krční štít se zužuje a je široký jako samotná hlava se svýma velkýma, fazetově klenutýma očima. Silná kusadla jsou bělavá až světle hnědá. Krovky jsou u brouků s dobře vyvinutou hrudí poněkud širší než hlava a splývají souběžně v zaoblený a plochý zadeček.
Jsou to suchobytní a pískomilní denní brouci. Jsou to výborní běžci, kteří rovněž hbitě létají, často při vyrušení popoletí jako mouchy.

## Výskyt
Od konce března až do počátku října.

## Stanoviště
Pobíhají a poletují za slunných dnů na okrajích lesů, na pastvinách, polích a lesních cestách a za pomoci silných žlutavých trojhrotých čelistí loví drobný hmyz a pavouky. Hlavní potravou však jim jsou mravenci.

## Rozšíření
Areál rozšíření zahrnuje téměř celou Evropu. Tento rod je rozšířen palearkticky, severně pak až po dálné Laponsko. Obývá slunečné, suché, především písčité a hlinitopísčité lokality, a to od rovin až po hory. Vyskytuje se od počátku dubna až do září.

## Způsob života
Dobře vyvinuté, velké oči a štíhlé dlouhé nohy předurčují tyto brouky jako lovce. Mohou velmi hbitě běhat na krátké vzdálenosti a poté opět bez hnutí setrvat v klidu. Přibližovat se mohou také prudkým vzletem a přeletět hbitě na krátkou vzdálenost a poté opět v nehnutém klidu setrvat a vyčkat na svoji kořist. Charakterem pohybu tedy velmi připomínají mouchy. Tato hra se opět několikrát opakuje, a brouk směr úniku mění, aby se v oblouku vrátil zpět, nebo v trávě oběhl kořist. Ukazuje se, že tato vlastnost umožňuje těmto broukům vyhýbat se i svým případným pronásledovatelům. Díky svým očím vidí tento brouk velmi dobře vše v blízkém okolí, takže také na útěku může svou kořist překvapit. Živí se pavouky a malým hmyzem, jehož tělní krunýř svými špičatými kusadly bez námahy prorazí a kořist následně vysaje. Pro svůj lov upřednostňuje otevřené volné plochy případně s nepatrným porostem, jako např. písčité nebo jílovité cesty nebo nesouvislé sluncem osvětlené náspy na nichž nemá s přistáváním nebo vzletem žádné těžkosti. Na takovýchto lokalitách se pak brouk vyskytuje mnohdy i ve větším počtu. Na těchto místech také nejčastěji klade svá vajíčka.
Larvy jsou velkohlavé a žijí v pozemních svislých chodbičkách velikosti 1 cm v průměru a až 40 cm hlubokých, jež si sami vyhrabávají. Živí se jako dospělí draví brouci. Při nebezpečí se dokáže z vrcholu chodbičky bleskově spustit dolů do bezpečí. Vrchol otvoru larva uzavře svým krčním štítem a hlavou a číhá přímo u vrcholu otvoru na spadenou kořist. Přitom z trychtýřovitého vrcholku otvoru ční její velké špičaté čelisti. Přiblíží-li se kořist, bývá většinou uchvácena a vysáta. Nejen stavba čelistí a prsního štítu je uzpůsobena jejímu životu, také nohy s drápky a jeden hrbol s dopředu vysunutým rohovitým dvojháčkem u pátého dorsálního (zadečkového) článku jí umožňuje dobrou pohyblivost. Jedenkrát nebo i několikrát přezimuje larva, než se v půdě zakuklí. Brouk se pak vykuklí na podzim. Jako výhradní masožravec je pro tyto druhy biotopů tento svižník důležitým prvkem v přírodě.

## Taxonomie
Cicindela campestris je rozšířený euroasijský druh brouka. Tento druh je rozdělen na několik poddruhů:

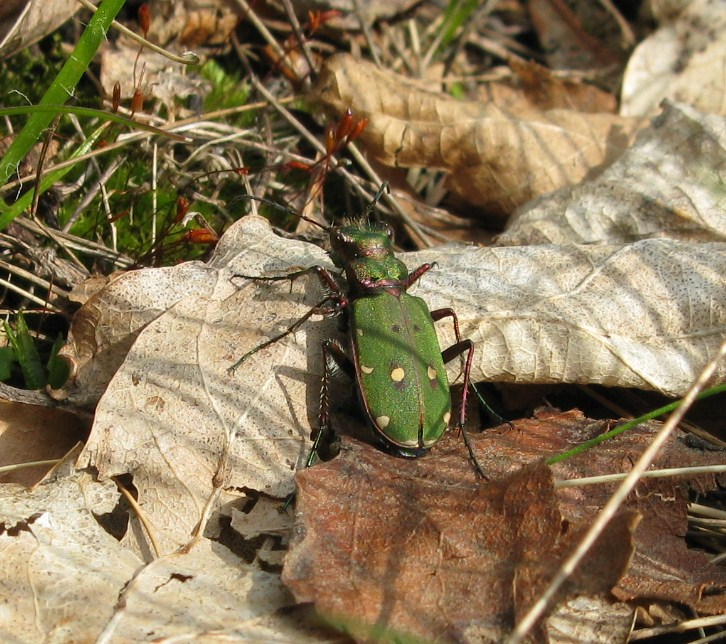
Svižník polní (Cicindela campestris) – lokalita výskytu: Mírovská vrchovina

- Cicindela campestris atlantis Mandl, 1944
- Cicindela campestris balearica Sydow, 1934
- Cicindela campestris cyprensis Hlisnikowsky, 1929
- Cicindela campestris nigrita Dejean, 1825
- Cicindela campestris olivieria Brullé, 1832
- Cicindela campestris palustris Motschulsky, 1840
- Cicindela campestris pontica Fischer von Waldheim, 1825
- Cicindela campestris saphyrina Gené, 1836
- Cicindela campestris siculorum Schilder, 1953
- Cicindela campestris suffriani Loew, 1943
- Cicindela campestris calabrica Mandl, 1944

## Ochrana
Tento druh podléhá zákonné ochraně. Je řazen mezi druhy ohrožené.